# Musse Pigg
För andra betydelser, se Musse Pigg (olika betydelser).

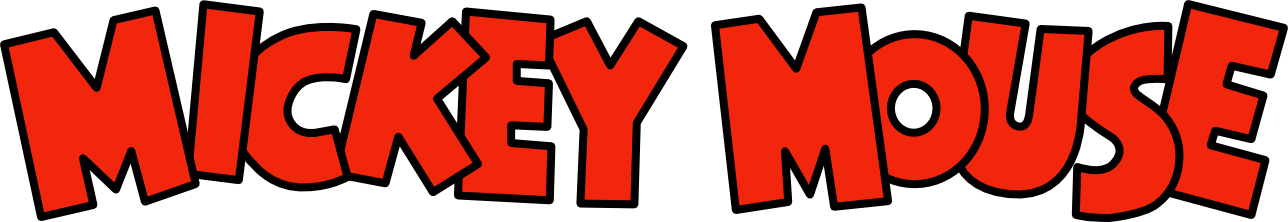
Disneylogotyp för "Mickey Mouse".

Musse Pigg (engelska: Mickey Mouse, "Micky Mus") är en tecknad figur skapad av Walt Disney 1928. Den första produktionen med Musse Pigg var 1928 års Musse Piggs luftfärd (Plane Crazy), den första svartvita kortfilmen med ljud, medan Musse Pigg som Ångbåtskalle (Steamboat Willie) från samma år blev den första Musse Pigg-filmen som släpptes för allmänheten. År 1930 blev Musse Pigg också en seriefigur, då tecknad av Ub Iwerks.
Det finns många teorier om hur namnet Mickey kom till. En är att det var Walt Disneys hustrus idé. Walt Disney tyckte att hans nya figur skulle heta Mortimer Mouse, men hans hustru föredrog Mickey Mouse.
Musse umgås flitigt med vännerna Långben och Kalle Anka samt brorsönerna Teddi och Freddi och flickvännen Mimmi Pigg. Han äger även hunden Pluto. På senare år i seriesammanhang ses Musse ofta som detektiv tillsammans med Långben. Fiender är bland andra Svarte Petter, Spökplumpen, Emil Örn, Putte och Knölen.

## Filmstjärnan
Ub Iwerks och Walt Disney hade skapat kaninen Oswald (på svenska även känd som Kalle Kanin). De producerade ett antal filmer om Oswald för producenten Charles Mintz som distribuerade dem via Universal Studios, som ägde rättigheterna till figuren. Efter att samarbetet mellan Disney och Mintz tog slut 1928 skapade Disney och Iwerks istället Musse Pigg, och Disney såg denna gång till att behålla rättigheterna till figuren.
Mellan åren 1928 och 1953 släppte Walt Disney Productions 120 kortfilmer i serien A Mickey Mouse Cartoon. 1995 kom den 121:a och hittills sista. Förutom dessa filmer har Musse även medverkat i flera av Plutos och Kalle Ankas kortfilmer samt spelat stora roller i följande filmer och TV-serier:
- Fantasia
- Pank och fågelfri
- Musse Piggs julsaga
- Prinsen och tiggarpojken
- Musses verkstad
- Musse Pigg och hans vänner firar jul
- Fantasia 2000
- Hos Musse
- Hos Musse - Skurkarna
- Musse, Kalle och Långben: De tre musketörerna
- Musses jul i Ankeborg
- Musses klubbhus

Förutom detta har han gjort en mängd TV-framträdanden, uppträdanden i reklam- och utbildning- och informationsfilmer. Dessutom har han gjort en handfull oväntade, mindre framträdanden bland annat i:
- Vem satte dit Roger Rabbit
- Janne Långben - The Movie
- Bonkers

## Seriefiguren

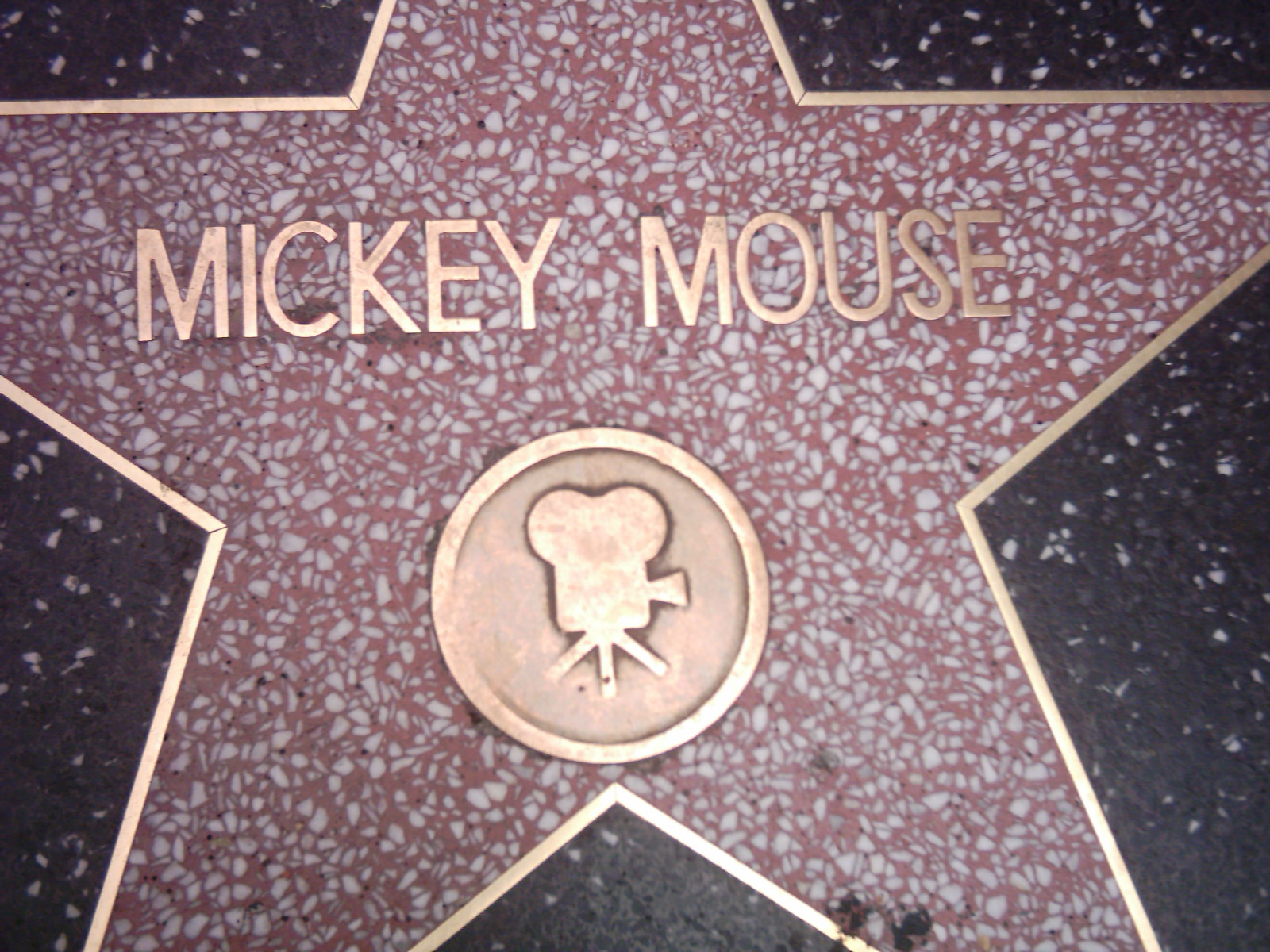
Musse Pigg på Hollywood Walk of Fame.

Efter filmdebuten 1928 blev Walt Disney uppvaktad av King Features Syndicate om att få en serie med den nye hjälten att distribuera. Efter mycket tänkande så gick Walt med på detta. Första dagsstrippen hade premiär den 13 januari 1930 och skrevs av Walt Disney, tecknades av Ub Iwerks och tuschades av Win Smith. Då dessa hade fullt upp med de animerade filmerna så lämnades uppgiften över till en ung animatör vid namn Floyd Gottfredson som tog över serien redan i maj 1930 (hans första stripp publicerades på hans 25-årsdag 5 maj). Första omgången (Ub Iwerks) tog slut den 31 mars 1930 efter 68 strippar.
Gottfredson ville inte bli serietecknare och blev lovad att det bara var mycket temporärt, "bara tills vi hittar någon annan". Gottfredson arbetade på Musse Pigg fram till pensioneringen 1975. En söndagsversion introducerades 1932.
Den första samlingen fick titeln "Musse Pigg - Högtflygande planer" i Sverige och när den senare samlades i USA fick den titeln "Lost on a Desert Island". Efter 1955 övergick serien från att vara en komisk äventyrsserie till att bli en renodlad skämtserie. Bland övriga serieskapare som arbetat på serien finns Bill Wright, Dick Moores, Manuel Gonzales, Bill Walsh, Merrill de Maris, Daan Jippes och Tony Strobl.
Dagspressversionen av "Musse Pigg" lades ner 1995.

## Spelfiguren
Musse Pigg har även medverkat i flera datorspel. Det första var Mickey Mouse till Game & Watch. Han har bland annat medverkat i Fantasia, Mickey's Dangerous Chase, Mickey's Adventures in Numberland, Mickey Mania, Mickey's Speedway USA, Disney's Magical Mirror Starring Mickey Mouse och Epic Mickey.

## Röstskådespelare

### Engelska
- - Walt Disney (1928–1946)
  - James MacDonald (1946–1970-tal)
  - Wayne Allwine (1977–2009)
  - Bret Iwan (2009–)
  - Chris Diamantopoulos (2013–)

### Svenska
- - Rune Halvarsson (1950)[5]
  - Sven Erik Vikström (1983–1990)
  - Anders Öjebo (1990–)